# Gulf (província)
Gulf é uma das 20 províncias da Papua-Nova Guiné.